# Белізько-гватемальська територіальна суперечка

Беліз і Гватемала

Белізько-гватемальський територіальна суперечка — невирішений територіальний спір між державами Беліз (раніше відомий як Британський Гондурас) і Гватемала, сусідні країни в Центральній Америці. Наприкінці 1600-х і протягом 1700-х років Велика Британія та Іспанія підписали кілька договорів щодо територій в Америці. Обидві країни погодилися, що територія сучасного Белізу перебуває під суверенітетом Іспанії, хоча британські поселенці можуть використовувати цю землю в певних областях і для певних цілей. При цьому, територія сучасного Белізу ніколи не була повністю під владою Великобританії чи Іспанії на той час. Британські поселенці постійно селилися далеко за межами, встановлені підписаними договорами. Коли Іспанська імперія розпалася, Гватемала заявила, що вона успадкувала суверенні права Іспанії над територією. Після здобуття незалежності Гватемала претендувала, повністю або частково, на територію Белізу.
У 1859 році Гватемала та Велика Британія уклали договір Віке-Айчінена щодо спірної території. У договорі йшла мова про те, що Гватемала визнає британський суверенітет над регіоном, і тоді зформувалися сучасні кордони Белізу. У договорі також була стаття про будівництво взаємовигідної дороги, хоча її так і не побудували. Невдовзі після цього договору ця територія стала колонією Британії під назвою Британський Гондурас.
Протягом 20-го століття між Гватемалою та Британським Гондурасом періодично спалахувала напруженість. У 1931 році Гватемала та Велика Британія обмінялися серією нот, підтверджуючи конкретні позначки, що встановлюють частину лінії кордону 1859 року, показуючи, що на даний момент обидві сторони дотримувалися договору. Проте, менш ніж за 10 років Гватемала відновила свої претензії на цю територію, використовуючи невиконану обіцянку про будівництво дороги як виправдання недійсності договору 1859 року. У відповідь Велика Британія розмістила війська в Британському Гондурасі, щоб захистити регіон від вторгнення Гватемали. Протягом наступних десятиліть відбулося багато переговорів, спрямованих на вирішення територіальної суперечки. Беліз і британці пройшли шлях до незалежності, що врешті завершилося ухваленням ООН резолюції про гарантування незалежності Белізу. Намагаючись врегулювати суперечку до офіційного здобуття Белізом незалежності в 1981 році, Гватемала, Велика Британія та Беліз уклали документ під назвою «Основні положення угод» (Heads of Agreement). Договір був відкинутий Белізом, що призвело до введення надзвичайного стану у цій країні.
Прикордонна суперечка стала більш спокійною з часів незалежності Белізу. Зрештою, Гватемала визнала незалежність Белізу на початку 1990-х років. Однак у 1999 році гватемальска сторона змінила свою позицію і знову висунула претензії на частину території Белізу, посилаючись на спадковість Гватемали від Іспанської імперії та Федеративної Республіки Центральної Америки. І Гватемала, і Беліз розмістили війська на кордоні з однокілометровою «зоною примикання», намальованою по обидві сторони кордонів за договором 1859 року. У 2008 році Гватемала та Беліз уклали угоду про проведення одночасних референдумів для своїх виборців, щоб передати питання до Міжнародного суду. Референдуми пройшли в обох країнах до травня 2019 року. Станом на червень 2022 року обидві країни подали відповідні документи до Міжнародного суду ООН. Очікується, що суд винесе рішення не раніше 2025 року.

## Історія

### Рання колоніальна епоха (1600—1821)
У 1494 році Іспанія та Португалія погодилися на Тордесільяський договір, який розділив нещодавно відкриті американські землі вздовж меридіана, при цьому Іспанія претендувала на території на заході. Однак Англія, як і багато інших держав кінця 15 століття, не визнала договір. Після того, як племена майя вбили іспанських конкістадорів і місіонерів у Типу та прилеглих районах, англійські моряки, які зазнали корабельної аварії, а потім англійські та шотландські баймени, оселилися до 1638 року, уклавши короткий військовий союз з корінними мешканцями узбережжя Москіто на південь від Белізу та часто приймаючи колишніх британців. приватники.
У Годольфінському договорі 1670 року Іспанія підтвердила, що Англія має утримувати всі території в Західній півкулі, які вона вже колонізувала. Проте в договорі не вказувалося, які території вважаються заселеними. Англійські поселенці вже перебували на території на момент підписання договору, проте вони також не були виключно під британським контролем, що дало можливість Іспанії претендувати на суверенітет над регіоном.
Не визнаючи ні британського, ні іспанського урядів, баймени в Белізі почали обирати магістратів ще в 1738 році. Коли в 1763 році було підписано Паризький договір, Британія погодилася знести британські форти в регіоні та надала Іспанії суверенітет над землею, тоді як Іспанія погодилася, що байменці можуть продовжувати вирубку лісу на території. Від цього договору до 1859 року ця територія офіційно називалася Британським поселенням Беліз у Гондурасській затоці, іноді скорочено до «Гондурасської затоки». Версальський договір 1783 року визначив, де Баймен може проходити ліс між річками Хондо та Беліз. Англо-іспанська конвенція 1786 року була підписана для того, щоб розширити лісозаготівельний кордон до річки Сібун і можливість поселятися в сусідньому Сент-Джордж-Кей, доки на острові не будуть побудовані форти та війська. Усі вищезазначені договори також вказували, що територія може використовуватися лише для лісозаготівлі та збирання сміття в межах окреслених територій, що в регіоні все ще існує суверенітет Іспанії та що місцеве самоврядування має бути створено лише для підтримки миру, а не для цивільних чи військових цілей.
Іспанія мала кілька сутичок з байменами навіть після конвенції 1786 року. Останньою військовою спробою Іспанії витіснити поселенців була битва 1798 року при Сент-Джордж-Кей, де Іспанії не вдалося захопити жодної землі. Чергові переписи поселення проводилися в 1816 році.

### Пізня колоніальна епоха (1821–1930-ті роки)
Уряд Гватемали стверджує, що територія, яка належала Центральноамериканській федерації і, за правонаступництвом, Республіці Гватемала, а саме територія від річки Сібун до річки Сарстун, яка є невід'ємною частиною Провінції Верапаз, має бути повернута Гватемалі.

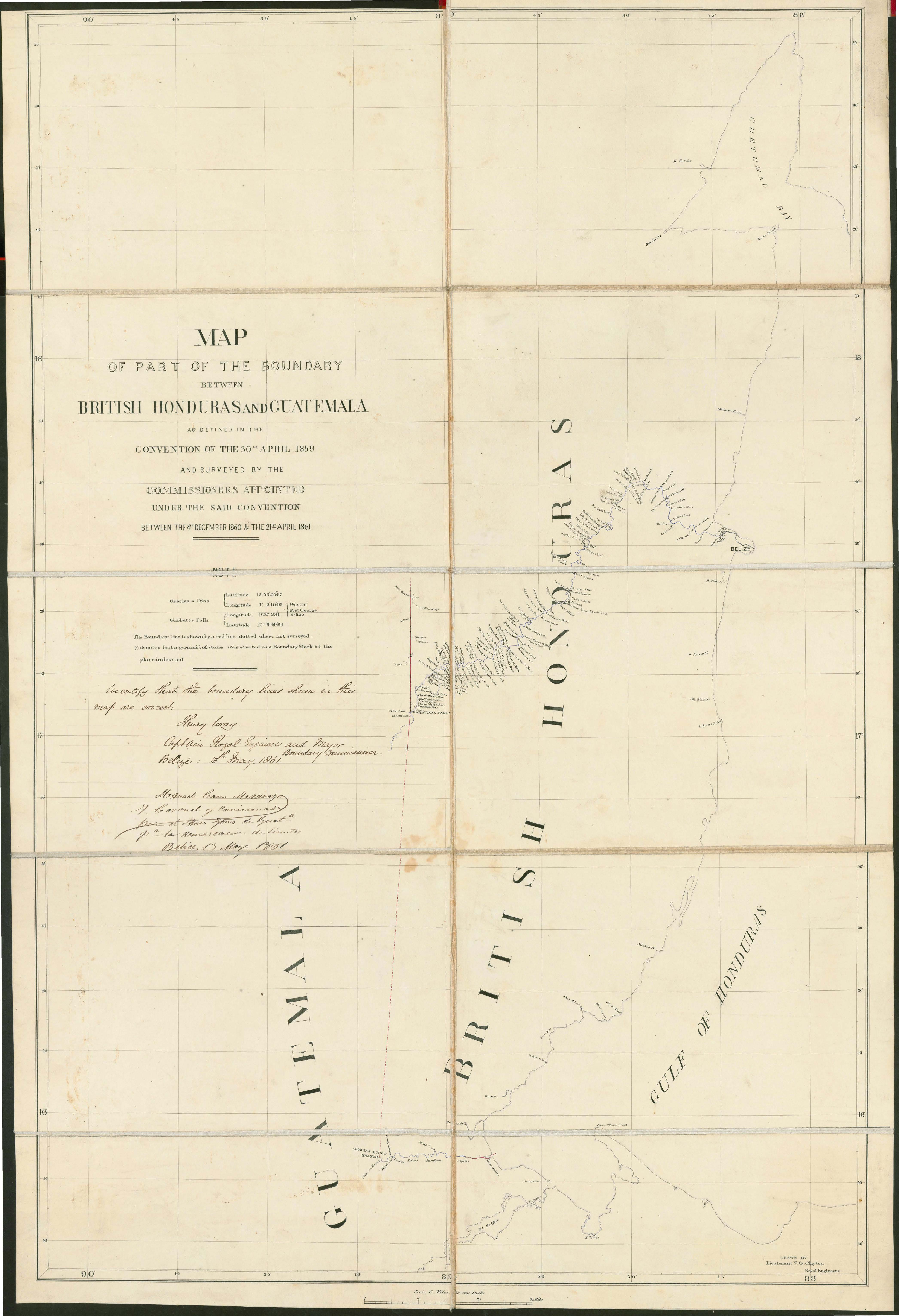
Карта кордону між Британським Гондурасом і Гватемалою, визначеного в Уайк-Айсіненському договорі 1859 року.

Також, у 1820-х роках Беймен розширився аж на південь до річки Сарстоун і набагато далі на захід, порушуючи кордони договорів, на які погодилася Велика Британія. У 1834 році магістрати Белізу визначили межі поселення як Хондо на півночі, Сарстун на півдні, а на заході — лінію від водоспаду Гарбуттс до Хондо на півночі та до Сарстуна на півдні. Важливо зазначити, що ні Іспанія, ні Гватемала не мали жодних доказів окупації нещодавно заявленого регіону, незважаючи на те, що технічно все ще перебували під іспанським суверенітетом.  Велика Британія також відмовилася визнавати Федеративну Республіку Центральної Америки та вести з ними переговори щодо території. Натомість Британія підкорилася Іспанії, вимагаючи офіційної поступки суверенітету. Іспанія ніколи офіційно не відповідала на запит, хоча в 1836 році міністр закордонних справ Іспанії заявив, що Іспанія зможе поступитися територією Великобританії.  Гватемала була офіційно визнана британським урядом у 1849 році через комерційний договір.
У 1850 році Велика Британія уклала Договір Клейтона-Булвера, в якому йшла мова про те, що ні Британія, ні США не можуть поширювати свій вплив шляхом окупації, обміну землею, колонізації або будівництва укріплень у Центральній Америці.  Це стало проблемою для Великої Британії, оскільки останній раз межі поселення обговорювалися в 1786 році, і на той час місцевий уряд в односторонньому порядку оголосив про нові широкі кордони.

У договорі Вайке-Айчінена 1859 року Гватемала погодилася визнати суверенітет Великої Британії над територією. Договір взяв свій кордон за рішенням белізьких магістратів 20 років тому, вказавши лінію кордону в статті I таким чином:
Починаючи від гирла річки Сарстун у Гондурасській затоці і прямуючи вгору за її середньою течією до водоспаду Грасіас-а-Діос; далі повертаючи праворуч і продовжуючи лінією, проведеною прямо від водоспаду Грасіас-а-Діос до водоспаду Гарбута на річці Беліз, а від водоспаду Гарбута – на північ, до мексиканського кордону.:
Договір також зазначив, що ці кордони були встановлені до 1850 року, задовольняючи договір 1850 року, просто проголошуючи прийнятні кордони для території, не поширюючи вплив Британії. Стаття VII договору також говорила про будівництво дороги від «Гватемали до Атлантичного узбережжя, поблизу поселення Беліз», хоча в ній не згадується, хто платить, хто будує, ані де вона фактично розташована між Беліз-Сіті та Гватемалою. капітал.  Цей розділ договору був внесений Вайком, британським учасником переговорів, особисто, що здивувало британців.  Вайк зрозумів статтю так, що половина тягаря будівництва дороги покладена на Британію, а інша половина — на Гватемалу. Айсінена, гватемальський учасник переговорів, розумів, що ця стаття означає, що весь тягар буде покладено лише на Велику Британію. Наступні кілька років були витрачені на переговори про те, як реалізувати положення про дороги.
У 1862 році Гондурасська затока офіційно стала колонією корони під назвою Британський Гондурас. До 1869 року переговори про дорогу зайшли в глухий кут. Гватемала і Велика Британія намагалися домовитися про додаткову конвенцію, яку Гватемала категорично відхилила. Велика Британія, скориставшись відмовою Гватемали, заявила, що звільняється від зобов'язань будівництва дороги. Гватемала не погодилася і заявила, що договір передбачає передачу території з компенсацією за дорогу. Велика Британія ніколи не могла погодитися на гватемальські умови, оскільки це порушило б Договір Клейтона-Булвера 1850 року, оскільки це фактично було земельною угодою. У 1871 році Гватемала пережила ліберальну революцію, а в 1884 році поставила під сумнів дотримання Великою Британією умов договору 1859 року. Однак Гватемала ніколи офіційно не оголошувала цей договір недійсним.
Претензії Мексики на Британський Гондурас були зняті в договорі з Великою Британією в 1893 році, щоб припинити війну каст. Ріо-Хондо було обрано як лінію кордону між Британським Гондурасом і Мексикою, зміцнюючи частину «мексиканського кордону» кордону 1859 року та надаючи певну легітимність колонії.

### 1930—1975 роки
У серпні 1931 року Велика Британія та Гватемала обмінялися нотами, підтвердивши кордони з договору 1859 року. Ці записки показують, що Гватемала і Велика Британія хотіли завершити процес демаркації кордону в 1929 році. Підтверджено, що уповноважені обох урядів зустрічалися та споруджували бетонні пам'ятні знаки для кордону. Один був побудований на водоспаді Гарбуттс, а інший — на водоспаді Грасіас-а-Діос. Міністерство закордонних справ Гватемали визнало, що ці знаки були побудовані та визначені «частиною лінії кордону». 
Через два роки Гватемала звернулася до Сполученого Королівства із запитом щодо дотримання статті VII. У 1934 році Велика Британія оголосила про своє бажання побудувати дорогу від Беліз-Сіті до краю Петена, де Гватемала продовжить будівництво дороги до своєї столиці. Гватемала не погодилася на цей компроміс. Натомість вони попросили половину вартості дороги (£50,000) у 1859 році з нарахуванням відсотків. У серпні 1936 року Великобританія запропонувала половину початкової ціни 1859 року, але без інтересу та визнання кордону 1859 року, що Гватемала не прийняла. Через місяць президент Ubico запропонував 3 нові пропозиції:
1. Велика Британія повинна «повернути» Британський Гондурас Гватемалі в обмін на £400,000
2. Велика Британія повинна заплатити £400,000 Гватемалі, а Велика Британія, у свою чергу, повинна поступитися південною частиною Британського Гондурасу Гватемалі
3. Велика Британія повинна поступитися такою ж ділянкою землі в попередній пропозиції та заплатити £50,000 за 4 % відсотковою ставкою, причому відсотки нараховуються з 1859 року.[7]

Сполучене Королівство не погодилося на жодну з цих пропозицій, знову запропонувавши половину початкової суми 1859 року. Гватемала знову відмовилася, а потім запропонувала арбітраж із президентом Сполучених Штатів як арбітром. Велика Британія відмовилася і натомість запропонувала, щоб питання було вирішено Гаазьким судом. Гватемала не вірила, що Гаага здатна врегулювати суперечку.  Згодом, Велика Британія просто відмовилася продовжувати переговори. У 1939 році міністерство закордонних справ Гватемали опублікувало додатковий розділ до Білої книги, в якому стверджувалося, що договір 1859 року втратив чинність.
Після повалення генерала Убіко в 1944 році Гватемала прийняла нову конституцію. У конституції, як тимчасова резолюція, Гватемала оголосила Британський Гондурас частиною Гватемали та його інтеграцію до Гватемали як національний інтерес.
У лютому 1948 року Гватемала погрожувала вторгнутися та силою анексувати територію, і британці відповіли розгортанням двох рот 2-го батальйону Глостерширського полку. Одна рота, розгорнута на кордоні, не виявила жодних ознак гватемальського вторгнення, але британці вирішили постійно розташувати роту в Беліз-Сіті. У 1954 році в результаті військового перевороту за підтримки США було успішно повалено уряд Гватемали, і наступні 40 років Гватемалою керуватимуть авторитарні військові режими. Гватемала також періодично скупчувала війська на кордоні Британського Гондурасу в загрозливій позі. У 1957 році, у відповідь на загрозу вторгнення з боку Гватемали, була розгорнута рота Вустерширського полку, яка ненадовго затрималася та провела тренування в джунглях перед відходом. 21 січня 1958 року прогватемальські бійці Армії визволення Белізу, які, ймовірно, отримували допомогу та заохочення з боку Гватемали, перетнули кордон і підняли прапор Гватемали. Потім був розгорнутий британський взвод, який обмінявся з ними вогнем, перш ніж заарештувати близько 20 бійців.
Переговори між Сполученим Королівством і Гватемалою почалися знову в 1961 році, але обрані представники Британського Гондурасу не мали права голосу в цих переговорах. Джордж Прайс відмовився від запрошення президента Гватемали Ідігораса Фуентеса зробити Британський Гондурас «асоційованою державою» Гватемали. Прайс повторив свою мету вести колонію до незалежності. У 1963 році Гватемала розірвала переговори та розірвала дипломатичні відносини з Великою Британією. У 1964 році Велика Британія надала Британському Гондурасу самоуправління згідно з новою конституцією.
У 1965 році Сполучене Королівство та Гватемала погодилися залучити американського юриста на ім'я Бетуал М. Вебстер, призначеного президентом Сполучених Штатів Ліндоном Джонсоном, щоб стати посередником у суперечці. Через 3 роки було публічно опубліковано Пропозиції Вебстера, проєкт договору для врегулювання суперечки. Це не досягло своєї мети. Найбільш суперечливим розділом була стаття 9 проекту, яка деталізувала спільний урядовий орган, де Гватемала та Беліз висувають по 3 міністри, а потім члени призначають головою 7-у особу «міжнародного значення». Якщо жоден голова не був обраний протягом 45 днів, уряд США обере його сам. США загалом підтримували Гватемалу щодо Великої Британії та її заморських територій, але також були ухильними щодо цього питання. Цей спільний орган керував зовнішніми справами, внутрішньою безпекою та обороною Белізу, фактично передавши контроль від Великобританії до Гватемали, незважаючи на те, що вона стала «незалежною» від Великої Британії в пропозиціях. У ньому також немає пункту, який безпосередньо скасовував позов Гватемали. Сполучені Штати підтримали пропозиції. У Британському Гондурасі громадськість вибухнула громадськими заворушеннями після того, як почула пропозиції, що змусило Сполучене Королівство відхилити проєкт.
Серія зустрічей, розпочата в 1969 році, раптово припинилася в 1972 році, коли Сполучене Королівство, у відповідь на дані розвідки про неминуче вторгнення Гватемали, оголосило, що надсилає авіаносець HMS Ark Royal і його авіакрило (Phantom FG.1s і Blackburn Buccaneers) разом із 8,000 військовими до Белізу для проведення десантних навчань. Гватемала відповіла розгортанням власних військ уздовж кордону. Переговори відновилися в 1973 році, але перервалися в 1975 році, коли знову спалахнула напруженість. Гватемала знову почала скупчувати війська на кордоні, і Сполучене Королівство відповіло розгортанням військ разом із батареєю 105-мм польових гармат, ракетами «земля-повітря», шістьма винищувачами та фрегатом. Після цього розгортання напругу було розряджено, головним чином через те, що багато гватемальських солдатів дезертирували.

### 1975 до здобуття незалежності у 1981 році
На цьому етапі уряди Белізу та Великої Британії, розчаровані тим, що мають справу з режимами Гватемали, де домінують військові, узгодили нову стратегію, згідно з якою питання про самовизначення були винесені на різні міжнародні форуми. Уряд Белізу вважав, що заручившись міжнародною підтримкою, він міг би зміцнити свої позиції, послабити претензії Гватемали та ускладнити для Великобританії будь-які поступки.
Беліз стверджував, що Гватемала завадила законним прагненням країни отримати незалежність і що Гватемала висуває нерелевантні претензії та приховує власні колоніальні амбіції, намагаючись представити суперечку як спробу повернути територію, втрачену колоніальною державою. Між 1975 і 1981 роками лідери Белізу висловлювали свою позицію щодо самовизначення на зустрічі голів урядів Співдружності націй на Ямайці, конференції міністрів Руху неприєднання на різних самітах і на зустрічах Об'єднаного націй (ООН). Підтримка Руху неприєднання виявилася вирішальною та забезпечила успіх в ООН. Уряди американського континенту спочатку підтримали Гватемалу. Куба, однак, була першою іспаномовною країною в Західній півкулі, яка в грудні 1975 року проголосувала за підтримку Белізу в резолюції ООН про незалежність Белізу. У 1975—1976 роках Гватемала зробила подальші кроки спрямовані проти Белізу, але її утримали від вторгнення, особливо тому, що на той час там постійно дислокувалися британські винищувачі..У 1976 році, після 5-го саміту Руху неприєднання, куди Беліз був запрошений як спеціальний гість, щоб виступити за незалежність, генерал Омар Торріхос з Панами почав кампанію на користь Белізу. Згодом Панама стала першою країною Центральної Америки, яка проголосувала за незалежність Белізу в ООН. Починаючи з 1977 року кордон постійно патрулювався, спостережні пости стежили за ключовими точками. У 1979 році сандиністський уряд Нікарагуа оголосив про однозначну підтримку незалежного Белізу.
Під час кожного щорічного голосування з цього питання в ООН Сполучені Штати утримувалися, тим самим даючи уряду Гватемали надію на те, що він збереже підтримку Сполучених Штатів. Зрештою, у листопаді 1980 року ООН прийняла резолюцію за підтримки Сполучених Штатів і 0 голосів проти, яка вимагала незалежності Белізу з усією його територією до кінця наступної сесії. У 1981 році ООН закликала Велику Британію продовжувати захищати нову державу Беліз. Він також закликав усі країни-члени запропонувати свою допомогу.
Остання спроба домовитися з Гватемалою була зроблена ще до проголошення незалежності Белізу. Представники Белізу на переговорах не пішли на поступки, і 11 березня 1981 року було парафовано пропозицію під назвою «Основи угоди». Хоча глави угоди надали б лише частковий контроль і доступ до активів у країнах одна одної, вона розвалилася, коли Гватемала поновила свої претензії на територію Белізу, а жителі Белізу повстали проти британців і власного уряду, стверджуючи, що белізські учасники переговорів були зробивши занадто багато поступок Гватемалі. Коли ультраправі політичні сили в Гватемалі назвали пропозиції продажем, уряд Гватемали відмовився ратифікувати угоду переговорів. Тим часом в Белізі було влаштовано бурхливі демонстрації проти керівників угоди..Демонстрації призвели до чотирьох смертей, багатьох поранень і пошкодження майна лідерів Народної об'єднаної партії та їхніх родин. Було оголошено надзвичайний стан. Опозиція не могла запропонувати ніяких альтернатив. З перспективою святкування незалежності в найближчому майбутньому моральний дух опозиції впав. Незалежність прийшла до Белізу 21 вересня 1981 року, не досягнувши угоди з Гватемалою. Беліз був прийнятий в ООН лише через 4 дні, а Гватемала була єдиним голосом проти резолюції.

### Після здобуття незалежності
Велика Британія продовжувала утримувати британські збройні сили Белізу для захисту країни від Гватемали, які складалися з армійського батальйону та № 1417 Flight RAF винищувачів Harrier. Британці також навчали та зміцнювали новостворені Сили оборони Белізу. У квітні 1982 року існував серйозний страх щодо вторгнення Гватемали, коли вважалося, що Гватемала може скористатися Фолклендською війною для вторгнення, але ці побоювання не справдилися. Приблизно в цей час Беліз стверджував, що вони не були зв'язані договором 1859 року, оскільки вони його не підписували.
Значні переговори між Белізом і Гватемалою, а Сполучене Королівство як спостерігач, відновилися в 1988 році. У 1991 році Гватемала визнала незалежність Белізу і встановила дипломатичні відносини.
У 1994 році британські збройні сили Белізу були розформовані, і більшість британських військ покинули Беліз, але британці підтримували навчальну присутність за допомогою Підрозділу підготовки та підтримки британської армії Белізу та 25 льотних AAC до 2011 року, коли останні британські сили, за винятком відряджених радників, залишили Беліз.

18 жовтня 1999 року міністр закордонних справ Гватемали надіслав листа прем'єр-міністру Белізу Саїду Мусі, підтверджуючи претензії Гватемали. Новим аргументом для своєї претензії (замість того, щоб базувати її на договорі 1859 року), Гватемала стверджувала, що вона успадкувала претензії Іспанії 1494 року та 18-го століття на Беліз і їй належить більше половини суші Белізу, від річки Сібун на південь:
Уряд Гватемали стверджує, що територія, яка належала Центральноамериканській федерації і, за правонаступництвом, Республіці Гватемала, а саме територія від річки Сібун до річки Сарстун, яка є невід'ємною частиною Провінції Верапаз, має бути повернута Гватемалі.
Цей позов складає 12 272 км2 (4 738 миля2) території, або приблизно 53 % країни. Претензія включає значні частини нинішніх белізьких округів Кайо та Беліз, а також усі райони Станн-Крік і Толедо, розташовані досить на північ від міжнародно визнаного кордону вздовж річки Сарстоун. Більшість жителів Белізу категорично проти входження до складу Гватемали.
Гватемальські військові розмістили особовий склад на межі міжнародно визнаного кордону. Белізькі патрулі, до складу яких входили члени Сил оборони Белізу та поліція, зайняли позиції на їхньому боці кордону.
У лютому 2000 року белізький патруль застрелив гватемальця в районі лісового заповідника Маунтін-Пайн-Рідж у Белізі. 24 лютого 2000 року співробітники двох країн зіткнулися один з одним в окрузі Толедо. Дві країни провели подальші переговори 14 березня 2000 року в Організації американських держав (ОАД) у присутності Генерального секретаря Сезара Гавірії в штаб-квартирі ОАД у Вашингтоні, округ Колумбія. Зрештою вони погодилися створити «зону суміжності» довжиною один кілометр (0,62 милі) по обидві сторони від лінії договору 1859 року, яка тепер називається «лінією примикання», і продовжувати переговори.

### Розвиток подій з 2005 року
У вересні 2005 року Беліз, Гватемала та ОАД підписали документ про заходи зміцнення довіри, зобов'язавши сторони уникати конфліктів або інцидентів на місцях, що сприяють напруженості між ними.
У червні 2008 року прем'єр-міністр Белізу Дін Барроу заявив, що вирішення суперечки є його головною політичною метою. Він запропонував провести референдуми для громадян Белізу та Гватемали, запитуючи, чи підтримують вони передачу питання до Міжнародного суду ООН. «Спеціальну угоду» про передачу питання на розгляд МКЮ було підписано 8 грудня 2008 року. Відповідно до Спеціальної угоди, референдум з цього питання мав бути проведений одночасно в Белізі та Гватемалі 6 жовтня 2013 року, але Гватемала не доєдналася до цього процесу.
У травні 2015 року Беліз дозволив Гватемалі провести референдум із проханням до Міжнародного суду винести остаточне рішення щодо суперечки, хоча Беліз, за його власним визнанням, не готовий до такого голосування. Спочатку очікувалося, що Гватемала проведе референдум з цього питання під час другого туру президентських виборів у жовтні 2015 року, але такого голосування не було в бюлетені.
Колишній президент Гватемали Джиммі Моралес зробив рішучу заяву на підтримку давніх територіальних претензій Гватемали щодо Белізу, сказавши: «Щось відбувається прямо зараз, ми збираємося втратити Беліз. Ми ще не втратили його. У нас все ще є можливість піти до Міжнародного суду ООН, де ми можемо боротися з цією територією або частиною цієї території».
20 квітня 2016 року напруга зросла, коли війська Белізу смертельно застрелили гватемальського підлітка віком 13-14 років, що призвело до протистояння на кордоні. Беліз стверджує, що він вистрілив під час самозахисту після того, як був обстріляний, але батько підлітка та Гватемала стверджують, що агресорами були війська Белізу.
13 січня 2017 року законодавство Белізу змінилося: замість 60 % голосування на референдумі явка виборців була прийнята простою більшістю голосів.
Референдум у Гватемалі відбувся 15 квітня 2018 року. За направлення позову до МС підтримали 95,88 % виборців. Явка виборців склала 25 %. Референдум у Белізі був призначений на 10 квітня 2019 року, однак виклики законності референдуму спричинили його відкладення.
15 квітня 2019 року, під час кризи через відкладення референдуму в Белізі, три гватемальські канонерські човни завадили береговій охороні Белізу патрулювати річку Сарстоун на кордоні між двома країнами.
8 травня 2019 року в Белізі нарешті відбувся референдум, і 55,4 % виборців погодилися дозволити Міжнародному суду розв'язати суперечку.

### Міжнародний суд ООН
Станом на 7 червня 2019 року МС зайнявся суперечкою, отримавши запити від обох країн щодо її вирішення. 22 квітня 2020 року Міжнародний суд продовжив терміни для звітів обох країн з цього приводу через втручання пандемії COVID-19 у їх підготовку. Гватемала мала подати 8 грудня 2020 року, а Белізу — 8 червня 2022 року. Станом на 24 червня 2022 року Гватемала має відповісти на заяву Белізу до 8 грудня 2022 року, а Беліз має подати відповідь до суду до 8 червня 2023 року. Вважається, що суд, швидше за все, винесе рішення на користь Белізу, враховуючи, що договір 1859 року був ратифікований обома сторонами та виконувався Гватемалою протягом 80 років, що Гватемала ніколи не окупувала жодної частини Белізу, а кордони Белізу були визнані фактично всі незалежні держави.